# ریچارد کوری
«ریچارد کوری» (به انگلیسی: Richard Cory) شعری روایی است که توسط ادوین آرلینگتون رابینسون سروده شده‌است. این شعر نخستین بار در سال ۱۸۹۷ به عنوان بخشی از کودکان شب (به انگلیسی: The Children of the Night) به چاپ رسید و در ژوئیه همان سال تکمیل شده بود. این شعر یکی از محبوب‌ترین و گلچین‌شده‌ترین شعرهای رابینسون است. این شعر شخصی را توصیف می‌کند که ثروتمند، تحصیل‌کرده، مبادی آداب و مورد تحسین مردم است. با همه اینها، او به زندگی خود پایان می‌دهد.